# محمد جمال (بازیکن فوتبال، زاده ۱۹۹۴)
محمد جمال (انگلیسی: Mohammed Jamal؛ زادهٔ ۱۱ مهٔ ۱۹۹۴) یک بازیکن فوتبال اهل امارات متحده عربی است.